# Зарека
Зарека (пол. Zaręka) — село в Польщі, у гміні Долобичів Грубешівського повіту Люблінського воєводства.
Населення — 121 особа (2011).
У 1975—1998 роках село належало до Замойського воєводства.

## Демографія
Демографічна структура станом на 31 березня 2011 року:
|          | Загалом | Допрацездатний вік | Працездатний вік | Постпрацездатний вік |
| -------- | ------- | ------------------ | ---------------- | -------------------- |
| Чоловіки | 61      | 11                 | 42               | 8                    |
| Жінки    | 60      | 5                  | 39               | 16                   |
| Разом    | 121     | 16                 | 81               | 24                   |